# Hokej na lodzie na zimowych igrzyskach azjatyckich
Zawody w hokeju na lodzie po raz pierwszy rozegrane zostały na zimowych igrzyskach azjatyckich w Sapporo. Dyscyplina ta obecna jest na wszystkich dotychczasowych igrzyskach. W 1996 roku po raz pierwszy rozegrany został turniej kobiet.

## Mężczyźni
| Rok  | Złoto          | Srebro           | Brąz             | Miasta gospodarze | Państwo gospodarz |
| ---- | -------------- | ---------------- | ---------------- | ----------------- | ----------------- |
| 1986 | Chiny (1)      | Japonia          | Korea Południowa | Sapporo           | Japonia           |
| 1990 | Chiny (2)      | Japonia          | Korea Południowa | Sapporo           | Japonia           |
| 1996 | Kazachstan (1) | Japonia          | Chiny            | Harbin            | Chiny             |
| 1999 | Kazachstan (2) | Japonia          | Chiny            | Gangwon           | Korea Południowa  |
| 2003 | Japonia (1)    | Kazachstan       | Chiny            | Hachinohe         | Japonia           |
| 2007 | Japonia (2)    | Kazachstan       | Korea Południowa | Changchun         | Chiny             |
| 2011 | Kazachstan (3) | Japonia          | Korea Południowa | Astana i Ałmaty   | Kazachstan        |
| 2017 | Kazachstan (4) | Korea Południowa | Japonia          | Sapporo           | Japonia           |

## Kobiety
| Rok  | Złoto          | Srebro  | Brąz       | Miasta gospodarze | Państwo gospodarz |
| ---- | -------------- | ------- | ---------- | ----------------- | ----------------- |
| 1996 | Chiny (1)      | Japonia | Kazachstan | Harbin            | Chiny             |
| 1999 | Chiny (2)      | Japonia | Kazachstan | Gangwon           | Korea Południowa  |
| 2003 | Kazachstan (1) | Japonia | Chiny      | Hachinohe         | Japonia           |
| 2007 | Kazachstan (2) | Japonia | Chiny      | Changchun         | Chiny             |
| 2011 | Kazachstan (3) | Japonia | Chiny      | Astana i Ałmaty   | Kazachstan        |
| 2017 | Japonia (1)    | Chiny   | Kazachstan | Sapporo           | Japonia           |

## Klasyfikacja medalowa
| Lp. | Państwo          | Złoto | Srebro | Brąz | Razem |
| --- | ---------------- | ----- | ------ | ---- | ----- |
| 1   | Kazachstan       | 7     | 2      | 3    | 12    |
| 2   | Chiny            | 4     | 1      | 6    | 11    |
| 3   | Japonia          | 3     | 10     | 0    | 13    |
| 4   | Korea Południowa | 0     | 1      | 4    | 5     |